# Angitia poliosema
Angitia poliosema là một loài bướm đêm trong họ Noctuidae.